# ファントムブレイカー
『ファントムブレイカー』（PHANTOM BREAKER）は、5pb.より2011年6月2日に発売されたXbox 360専用の対戦型格闘ゲーム。
『あすか120%』シリーズや『パンツァーバンディット』などを製作していた一部のスタッフも開発を担当している。
2013年9月19日には、追加要素を盛り込んだ続編『ファントムブレイカー エクストラ』 (PHANTOM BREAKER EXTRA) がPlayStation 3とXbox 360の2機種で発売された。
本項目では、Xbox Live Arcade（Xbox 360）向けに2013年2月27日配信の『ファントムブレイカー：バトルグラウンド』とアップグレード版の『ファントムブレイカー：バトルグラウンド オーバードライブ』と再アップグレード版の『ファントムブレイカー：バトルグラウンド アルティメット』、第1作のアーケード版である『ファントムブレイカー アナザーコード』 (PHANTOM BREAKER ANOTHER CODE) 、第1作と『エクストラ』の移植版『ファントムブレイカー オムニア』についても述べる。
2022年6月28日、MAGES.は本シリーズのIP（知的財産権）をアメリカのRocket Panda Gamesに譲渡した。

## ストーリー
ファントムブレイカー（アナザーコード）
「優勝者にはどんな願いも1つだけ叶えることができる」という“ファントムデュエル”。その戦いの舞台が、首都・東京で繰り広げられようとしていた。
大切な人を守るため、己の野心を叶えるため、家族を殺した者への復讐のため、それぞれの想いを胸にデュエリストたちは戦いの舞台へとその身を投じていく。
しかしその裏には、ファントムデュエル主催者による陰謀が隠されていた。
ファントムブレイカー バトルグラウンド（オーバードライブ）
ファントムデュエルを勝ち上がった美琴と稚はインフィニティを倒し、ファントムデュエルの主催者であるファントムを後一歩の所まで追い詰めるものの、稚の妹・薙を人質に取られてしまい逃げられてしまう。
ファントムにさらわれた薙を救出するために、美琴と稚は柚葉、唯月と合流し、再び戦いへと身を投じていく。しかしそこには多数のファントムの手先たち、そして影霧と心愛、インフィニティが待ち構えていた。
ファントムブレイカー エクストラ（オムニア）
ファントムがファントムデュエルを開催した真の目的は、「優勝すればどんな願いもひとつだけ叶える」という甘い言葉によってデュエリスト同士を戦わせ、その膨大なエネルギーのぶつかり合いを利用することで時空の歪みを発生させることで封印された自らの力を取り戻し、この世界の覇者となるためだった。いわばデュエリストたちはファントムの計画のために都合よく利用されてしまったのである。
しかし封印された力を取り戻すまで後一歩という所で、稚の助力を得てファントムデュエルを勝ち上がった美琴に敗北。深手を負ったファントムは志半ばでの撤退を余儀なくされる。美琴のお陰でファントムの野望は何とか阻止することが出来たものの、ファントムが未だ健在である以上この平和は一時的な物でしかない。それを危惧した稚は、美琴がファントムを倒せる唯一の存在“ファントムブレイカー”であると確信し、来るべき戦いの時に備えて彼女を警護することを決意する。
そして美琴に敗北したファントムが姿を消してから半年後、新たなるデュエリストたちを巻き込んで、ファントムデュエルが再び開催された。

## 登場人物

### メインキャラクター
仁科 美琴（にしな みこと）
声：水樹奈々
年齢：19歳。職業：女子大1年（音大）。
誕生日：8月19日（獅子座）。血液型：A型。
身長：160cm。体重：50kg。3サイズ：B83/W57/H84。
武具―F.A―：マエストロ（大剣）。
技タイプ：ミドルレンジ：パワー型。
本作の主人公。幼少時に両親を亡くし、現在は叔父と2人で暮らしている。ドイツの大会で優勝し、「天才」と絶賛されるほどの有名なヴァイオリニストであり、周囲から脚光を浴びている。
叔父のことを慕っており、いつか叔父の為だけに2人きりのコンサートを開くことを夢見ていたのだが、ある日叔父が突然原因不明の難聴に陥ってしまいその望みは叶わぬ物となってしまう。さらに失意を感じていた所へ平行世界からやってきたもう1人の美琴に突然襲われ、その際に自らの力でマエストロを生み出しデュエリストとして覚醒する。
数日後、ファントムから「ファントムデュエルを勝ち抜けばどんな願いも1つだけ叶えることができる」と誘われ、「叔父の難聴を治す為」にファントムデュエルに参加した。だが彼女自身は争いを好まない心優しい人物であり、他人を傷付けることで自らの望みを叶えるファントムデュエルに関して懐疑的である。
自らのことを「要領の悪い女」「こんな力（マエストロ）を私が持つこと自体が分不相応」だと自虐しており、「バイオリン以外に関してはてんで不器用」とのこと。ただしファントムが言うには「彼女はデュエリストとして過去に例が無いほどの凄まじい才能を秘めている」らしい。
『エクストラ』ではデュエリスト達や平行世界の自分との闘いを通じて自らにファントムを倒す力がある事を自覚し始めているが、依然として闘う事自体には積極的ではない。
彼女が使用するマエストロは大剣の形状をしており、刃で敵を切り裂くことよりも圧倒的な重量と遠心力で相手を粉砕することを重視した武器である。本来はかなりの重量のある武器のはずだが、F.Aであるためなのか女性である美琴でも片手で振るうことができる。また、剣先から剣状の衝撃波を放つことも出来る。
折坂 芽衣（おりさか めい）
声：田村ゆかり
年齢：14歳。職業：アイドル。
誕生日：4月10日（牡羊座）。血液型：B型。
身長：150cm。体重：50kg。3サイズ：B88/W52/H83。
武具―F.A―：キャンディ（マジカルステッキ）。
技タイプ：ロングレンジ：スピード型。
現役アイドルの女子中学生。魔法少女物の深夜ドラマ『ボクの妹は魔法少女』のヒロイン役のオーディションに合格し、それをきっかけにして一躍大ブレイクした。
元々アイドル活動は父親が彼女に強制した物であり彼女自身は当初アイドル活動に意義を見出していなかったのだが、自分の「ファンだ」という不治の病に犯されている少女・帯刀涼が自分の「アイドル活動に励まされている」という話を聞かされ、それをきっかけにして彼女のために本気でアイドル活動に取り組むようになる。
ある日芽衣の前にファントムが現れ、デュエリストとしてファントムデュエルに勝ち抜けばどんな願いも1つだけ叶えられると誘われ、「涼の病気を治す為」にファントムデュエルに参加した。その戦いの中で彼女は自分と同じく涼の病気を治す為にファントムデュエルに参加した涼の兄・蓮と対峙することになる。
『エクストラ』ではその涼は故人となっており、その失意の念から蓮と共に失われた命を蘇らせる事が可能な禁断の秘術を追い求める。
彼女が使用するキャンディはステッキの形状をしており、芽衣は魔法を使うだけでなく打撃武器としても使用する。
また、中学生ながら作中でも稚に次ぐ巨乳である。
藤林 柚葉（ふじばやし ゆずは）
声：豊崎愛生
年齢：16歳。職業：女子高生1年（忍者）。
誕生日：12月25日（山羊座）。血液型：O型。
身長：163cm。体重：43kg。3サイズ：B78/W51/H75。
武具―F.A―：翔鶴（忍者刀）・瑞鶴（くない）。
技タイプ：ショートレンジ：トリッキー型。
先祖代々から続く忍者の一族である藤林家の末裔である少女。稚とは同じ女子高に通う友人同士である。藤林家は代々幕府の復興を成し遂げることを使命としており、彼女自身もその使命を受け継いでいる。
大の城マニアでもあるのだが幕府が復興すれば周囲が城だらけになると勝手に思い込み、その願望を知ったファントムの誘いを受け「幕府を復興して城だらけの世の中にする為」にファントムデュエルに参加した。
『エクストラ』ではファントムに騙されていた自分の愚かさを悔い改め、稚と共に美琴を護る役目を務めることになる。
彼女が使用する翔鶴（しょうかく）と瑞鶴（ずいかく）は藤林家に先祖代々より伝わる同名の神器と全く同じ形状である。
手裏剣型の闘気を生み出し飛ばすこともできる。
九紋 稚（くもん わか）
声：松来未祐
年齢：17歳。職業：女子高生2年（巫女）。
誕生日：9月14日（乙女座）。血液型：O型。
身長：165cm。体重：50kg。3サイズ：B94/W54/H74。
武具：火奉刀（薙刀）。
技タイプ：ロングレンジ：スタンダード型。
先祖代々より伝わる九紋家の末裔の少女。柚葉とは同じ女子高に通う友人同士である。九紋家は代々ファントムとの因縁が深い一族であり、彼女自身もファントムを打ち倒す使命を受け継いでいる。九紋流槍術の達人であり、F.Aを使わずともデュエリストと互角に渡り合うことが出来る。
ある日幼馴染の蓮が妹の涼の病気を治すためにファントムデュエルに参加したことを知り、「ファントムデュエルを止めさせファントムの野望を阻止する為」に自らも戦いの中に身を投じることになる。「ファントムデュエルによって願いを叶えることはこの世界の摂理に反する為世界の崩壊を招くかもしれない」と主張しており、涼が病気で死ぬことは自然の摂理なのだと蓮に説得を試みるのだが、彼女自身も涼の病気がファントムデュエルでしか治せないことに心を痛めている。
『エクストラ』では再びファントムが姿を現し美琴に接触してくる危機に備え柚葉と共に彼女の護衛を務めている。
蓮とは幼馴染の間柄で、美琴に「彼氏なのか？」と問われた際は全力で否定している。
彼女が使用する火奉刀（かほうとう）はF.Aではないものの、槍術の達人である稚が振るう事によりF.Aにも劣らない威力を発揮する。
戦闘の際はミニスカ巫女服となる。作中でも一番の巨乳でありゲーム画面でもはっきりと乳揺れが確認できる。
帯刀 蓮（たてわき れん）
声：鈴村健一
年齢：18歳。職業：フリーター。
誕生日：7月7日（蟹座）。血液型：O型。
身長：170cm。体重：64kg。
武具―F.A―：甲太郎（ガントレット）。
技タイプ：ショートレンジ：パワー型。
稚の幼馴染の少年。幼少時から九紋家の道場で修業を積んでおり、九紋流拳術の達人である。
ある日、妹の涼が原因不明の不治の病に犯され、現代の日本の医療技術では治療は不可能だと通告される。失意に落ちていた所へファントムが現れ、デュエリストとしてファントムデュエルに勝ち抜けばどんな願いも1つだけ叶えられると誘われ、「涼の病気を治す為」にファントムデュエルに参加した。
ファントムと九紋家の因縁は知っていたが、涼の病気を治すためにはファントムデュエルに勝ち抜いて願いを叶えること以外に方法が無く、止むを得ずファントムに促されるまま戦いに、身を投じることになる。その戦いの最中に、自分と同じ理由でファントムデュエルに参加している芽衣と対峙することになる。
『エクストラ』では、その最愛の妹を失い、失意の中で古代の文献から死者を蘇らせることが可能な“反魂（はんごん）の秘術”の記述を発見する。幼馴染の稚や自らの強さを磨いた九紋道場の教えを裏切る行為と知りつつも、芽衣と共に秘術を追い求める。
彼が使用する甲太郎は右腕に装着するガントレットの形状をしており、殴打時に炎と電撃を放つこともできる。
影霧（えむ）
声：森谷里美
年齢：不明。職業：無職。
誕生日：1月2日（山羊座）。血液型：B型。
身長：150cm。体重：40kg。3サイズ：B76/W52/H80。
武具―F.A―：ヒューマンガス（スクラップメイス）。
技タイプ：ミドルレンジ：トリッキー型。
過去の記憶が全く無い記憶喪失の少女。右目に眼帯をしている。非常に好戦的な性格で破壊衝動に駆られており、デュエルによって傷ついたデュエリストを優先的に狙うなど、目的のためならどんな卑怯な手段も平気で使い、戦いの中で自分自身が傷つき壊れることさえも全く意に介していない。他のデュエリストたちからは「スカベンジャー」と呼ばれ忌み嫌われている。
ファントムと行動を共にしており、「全てを徹底的に壊す為」にファントムデュエルに参加した。ファントムから「ファントムデュエルに勝ち抜けば過去の記憶を取り戻すことができる」と誘われているが、彼女自身はそれをどうでもいいことだと思っている。
『バトルグラウンド（オーバードライブ）』では卑怯な手を使って美琴たちの力を一時的に奪うものの、白美琴の介入によって力を取り戻した美琴たちに敗北する。自暴自棄になって爆弾を使い自分ごと美琴たちを殺そうとするものの、結局失敗に終わる。
『エクストラ』にて実は黒沢がヴァールハイトのクローン実験によって誕生させた存在である事が発覚した。
彼女が使用するヒューマンガスは鉄パイプに無数のコンクリートを刺したような形状のメイスであり、先端から炎を放つことができる。また、所持しているウサギの人形を自由自在に操り戦いに参加させることもできる。
神埜 唯月（こうの いつき）
声：長谷川明子
年齢：18歳。職業：メイド（元お嬢様）。
誕生日：6月26日（蟹座）。血液型：A型。
身長：158cm。体重：46kg。3サイズ：B87/W55/H83。
武具―F.A―：マギー（バトルハンマー）。
技タイプ：ミドルレンジ：スタンダード型。
ファミリーレストランでアルバイトをしている少女。元々は名家の資産家の令嬢だったのだが、両親が事業に失敗して破綻してしまったため、一転して貧乏生活を送ることになってしまった。現在は家族全員がバラバラに暮らしている。
現在は元の生活を取り戻すためにアルバイトでお金を稼ぐ日々を送っており、その望みを知ったファントムに「デュエリストとしてファントムデュエルに勝ち抜けばどんな願いも1つだけ叶えられる」と誘われ「以前の生活を取り戻す為」にファントムデュエルに参加した。
正義の味方に憧れており、それを知ったファントムから「他のデュエリストは全員悪人だ」と騙されている。
『バトルグラウンド（オーバードライブ）』では彼女の両親の会社を経営破綻させたのはアスクレーの黒沢であることが明らかにされた。
『エクストラ』では、かつて両親が経営していた事業の技術情報がアスクレーの軍事部門“ヴァールハイト”に悪用されたことを知り、これを壊滅させる。自分がファントムに騙されていた事を知り、正義の名の下、次のターゲットをファントムに定める。
彼女が使用するマギーはハンマーの形状をしたF.Aであり、小回りは効かないが驚異的な威力を誇る。先端部分から、巨大な弾丸を放つ事もできる。
東條 莉亜（とうじょう りあ）
声：白石涼子
年齢：22歳。職業：休職中（元秘書）。
誕生日：5月30日（双子座）。血液型：AB型。
身長：164cm。体重：49kg。3サイズ：B92/W58/H79。
武具―F.A―：アルディナ（蛮刀二刀）。
技タイプ：ショートレンジ：スピード型。
かつて秘書を務めていた女性。一年前に母親である紅葉が何者かに暗殺されてしまい、仇を討つために秘書を休業して復讐の道を歩むことになった。
ある日突然目の前に現れたファントムから、デュエリストとしてファントムデュエルに勝ち抜けばどんな願いも1つだけ叶えられると誘われ、「母を殺した犯人にこの手で復讐を果たす為」にファントムデュエルに参加した。
紅葉からは「ファントムには関わるな」という遺言を伝えられたのだが、母親を大切に想っていた彼女は紅葉を殺した犯人をどうしても許せず、忠告を無視して戦いの中に身を投じることになる。
『エクストラ』では幼少時に生き別れとなった妹の詠がヴァールハイトにクローン実験の被検体にされた事実を掴む。詠がまだ生きていると信じ手がかりを追う。
彼女が使用するアルディナは、紅葉が使っていた武器と全く同じ形状をしたF.Aである。他の武器に比べてリーチは短いが、その分スピードに特化している。また、先端からブーメランのような衝撃波を放つこともできる。
神崎 刻夜（かんざき ときや）
声：宮下栄治
年齢：24歳。職業：会社社長。
誕生日：3月3日（魚座）。血液型：A型。
身長：175cm。体重：70kg。
武具―F.A―：刹那（長剣）。
技タイプ：ロングレンジ：パワー型。
世界的に影響力のある製薬関連の巨大企業“アスクレー”の社長を務める男性。その身分故に不自由の無い裕福な暮らしを享受しているのだが、幼い頃に両親を亡くしており、『もし両親が生きていたら』ということを常に考えるようになる。
ある日刻夜の前にファントムが現れ、デュエリストとしてファントムデュエルに勝ち抜けばどんな願いも1つだけ叶えられると誘われ、「死んだ両親を生き返らせる為」にファントムデュエルに参加した。
『バトルグラウンド（オーバードライブ）』では黒沢の陰謀により社長の座を追われ消息不明となっていた。
『エクストラ』ではファントムの内通者を社内から一掃、自らの人生を賭けてファントム打倒を決意する。
彼が使用する刹那は細身の長剣の形状をしたF.Aで、彼の長身と合わさって驚異的なリーチを誇る。また剣先から稲妻を放つこともできる。
心愛（ここあ）
声：又吉愛
年齢：16歳（自称「18歳」）。職業：コスプレイヤー。
誕生日：2月21日（魚座）。血液型：O型。
身長：157cm。体重：44kg。3サイズ：B86/W55/H85。
武具―F.A―：クセニアの爪（クロー）。
技タイプ：ショートレンジ：ラッシュ型。
恵まれた家庭で育ち何不自由の無い生活を送ってきた少女。だがそれ故に何の刺激も無い毎日に退屈さを感じており、刺激を求めてMMORPG『T-DA』をプレイした結果その独特の世界観に惹かれて一気にのめり込んでしまい、『T-DA』のヒロインであるユリアルにも憧れを抱くようになる。
ある日心愛の前にファントムが現れ「デュエリストとしてファントムデュエルに勝ち抜けばどんな願いも1つだけ叶えられる」と誘われ、「自分がユリアルとなり世界を『T-DA』そのものに作り変え刺激だらけの生活を送る為」にファントムデュエルに参加した。
友達がおらず、高校時代の先輩である美琴だけが唯一心を許すことができる相手である。過去に『ボクの妹は魔法少女』のヒロイン役のオーディションに参加したことがあるが落選しており、それ故に主役に抜擢された芽衣に対して強い憎悪を抱いている。
『バトルグラウンド（オーバードライブ）』では平行世界の1つをファントムに与えられ好きに改変しても構わない条件で彼の手先となっている。しかしファントムが自分ごと美琴たちを殺そうとした（実行犯は影霧だが）ことで逆上し、彼等を裏切り美琴たちと行動を共にする。
『エクストラ』では未だゲームの世界を現実のものとする夢を捨てきれず、ファントムやその部下たちと行動を共にしている。
彼女が使用するクセニアの爪は巨大な鉤爪であり『T-DA』においてのユリアルの装備品。ドロップ率が0.001%のレアアイテムであり炎を放つこともできる。この爪に限らず心愛が身に纏っている衣装は全てゲーム中のユリアルの衣装を再現した物である。
フィン
声：金田朋子
年齢：9歳。職業：シュレーディンガー所属・時空パトロール隊隊員。
誕生日：10月15日（天秤座）。血液型：不明。
身長：140cm。体重：23kg。3サイズ：ひみつ。
武具：JJアップル（万能光線銃）。
技タイプ：ロングレンジ：トリッキー型。
『初代』の隠しキャラの1人。白いランニング型スクール水着のような服装をしており、足の装置から炎を噴射して飛行する事ができるらしく戦闘中は常に空中に浮いている。平行世界を管理する特殊部隊シュレーディンガーに所属する幼女で、上官からの命令で未来から現代にタイムトラベルをし「ファントムの野望を阻止する為」にファントムデュエルに参加した。
行く先々で出会うデュエリストたちに対し「ファントムブレイカーになる気はありませんか!?」と問いかけ、それに答えられない者をファントムの手先と勝手に判断し「はい死刑!!」と襲い掛かるのだが、別に命までは奪っていないらしい。
『エクストラ』では中々ファントムブレイカーが見つからず半年間苦悩し、そして今まで疑いもしなかった人物、つまり「自分こそがファントムブレイカーなのだ！」という結論を出した。また、シュレーディンガーの設立に九紋家が係わっている事、つまり九紋家に対して頭が上がらない理由が明かされた。
彼女が使用するJJアップルは特殊な形状をした光線銃で、熊の頭の形をしたエネルギー弾などを放つ独特な武器である。他にはどこからともなくドリルやハンマーなどを出したり背負った装置からミサイルを放ったりできる。
超必殺技は上に飛んで一度後方に素早く宙返りをした後に繰り出す片足での飛び蹴り“ディメンションき～っく♪”など。
元々はXbox 360モチーフの姿にする予定だったが、マイクロソフトから許可が得られなかった。
本シリーズのプロデューサーである盛政樹が2014年1月27日に自身のブログにて『バトルグラウンド（オーバードライブ）』にも登場させる事を発表したが、経過報告などはせず5年以上経って打ち切りとなった。
インフィニティ
声：瀬水暁
年齢：不明。職業：不明。
誕生日：不明。血液型：不明。
身長：181cm。体重：75kg。3サイズ：不明。
武具：理力。
技タイプ：不明：不明。
『初代』の隠しキャラの1人。ファントムに従う忠実な部下である。
ファントムの身辺警護を主な任務としており、ファントムに歯向かうデュエリストたちに制裁を加える役目を担うのだが、その正体は不明である。
ファントムに対して絶対的な忠誠心を抱いており『バトルグラウンド（オーバードライブ）』では「ファントムのためなら死んでも構わない」とまで唯月に語っている。
『エクストラ』では「ファントムに作られた、唯一無二の特異点として生まれた崇高な存在である！」という自負に陰りが見え始めていた。
『オムニア』に登場したアーティファクターによれば、ファントムことトリスメギストスが白夢を模して作り出した人工生命体とのこと。
武器を一切使用せず己の生命力を剣や炎に変造して戦う。
咲畑 梨深（さきはた りみ）
声：喜多村英梨
年齢：17歳。職業：女子高生2年。
誕生日：7月3日（蟹座）。血液型：B型。
身長：158cm。体重：46kg。3サイズ：B84/W58/H86。
武具：ディソード。
技タイプ：ミドルレンジ：ラッシュ型。
『CHAOS;HEAD』からのゲストで、『初代』の隠しキャラの1人。妄想を現実に変える力“ギガロマニアックス”の持ち主。
『エクストラ』でも隠しキャラとして登場する。
彼女が使用するディソードは桔梗をモデルとした物で、鳥の翼のように展開したり2本に分割することができる。本シリーズでは2本に分割した状態で使う。
牧瀬 紅莉栖（まきせ くりす）
声：今井麻美
年齢：18歳。職業：大学院生。
誕生日：7月25日（獅子座）。血液型：A型。
身長：160cm。体重：45kg。3サイズ：B79/W56/H83。
武具：未来ガジェット。
技タイプ：ショートレンジ：スタンダード型。
『STEINS;GATE』からのゲストで、『初代』の隠しキャラの1人。
ファントムデェエル開催の一報を聞いた当作の主人公こと岡部倫太郎が「未来ガジェット研究所の宣伝の為」に勝手に彼女をエントリーした。
『バトルグラウンド（オーバードライブ）』では事態が良く呑み込めないまま参戦する事になったらしい。また、研究所仲間を召喚して攻撃させる様な技も使う。
『エクストラ』でも隠しキャラとして登場する。
彼女が戦闘で使用する未来ガジェットは、岡部が研究所で開発した発明品である。

### 『バトルグラウンド（オーバードライブ）』から登場
影琉（える）
声：森谷里美
武具―F.A―：ヒューマンガス。
隠しキャラ。影霧に服装までそっくりだがピンク主体の姿をしている。
実は影霧と同素体のクローン人間。だが正義感溢れる心優しい人物でありインフィニティとの戦いのあとに窮地に陥った美琴達を助ける。
『エクストラ（オムニア）』でも隠しキャラとして登場する。
神代 フラウ（こうじろ ふらう）
声：名塚佳織
『ROBOTICS;NOTES』からのゲスト。他力本願な技を多用する。

### 『エクストラ』から登場
ソフィア・カルガノア
声：上坂すみれ
武具―F.A―：ブリジニツィー（ツインブレード）。
ロシア出身の少女で自称「ファントムブレイカー」。
祖父はファントムを倒す為にロシアの研究所でブリジニツィーを開発したが、それによって家族は悲惨な末路を辿る事になった。その為ファントムを憎んでいる。
ブリジニツィーは棒の両端に大きな刃が付いた大剣の様な人工F.Aであり、ソフィアはこの独特な武器をサーフボードの様に使ったりもする。
冴嶋 閑（さえじま しずか）
声：諏訪彩花
年齢：19歳。職業：軍人（中佐階級）。
誕生日：5月27日（双子座）。血液型：A型。
身長：161cm。体重：51kg。3サイズ：B84/W58/H85。
武具―F.A―：桜花（軍刀）。
技タイプ：ミドルレンジ：パワー型。
並行世界にてファントムの暗躍によって軍事国家となった日本出身で、居合い斬りの達人。ファントムは元上官で当初は忠実に従っていたが、過ちに気付きクーデターを起こす。
ソフィアとは別の世界線では友人同士だったそうで「ソーニャ」と呼んでいる。
エンデ
声：小林ゆう
年齢：12歳。職業：シュレーディンガー所属・時空パトロール隊隊員。
武具：ナタク（ガントレット）。
フィンと同じくシュレーディンガーの対ファントム部隊に所属する。一見美少女のようだが実は“男”。
クールな性格で、マイペースなフィンに振り回されがち。
フィン同様『バトルグラウンド（オーバードライブ）』にも登場する予定だった。
ガイト
声：伊藤健太郎
武具：無し。
「反魂宝珠」と言うアイテムを使った秘術によって強力なパワーを得て甦ったが、その代償として凶暴化してしまった男。
元は優しい性格だったらしい。
己の肉体を武器に戦う。
リン
声：大坪由佳
年齢：6歳。
誰も手をつける事ができないガイトが唯一言う事を聞く幼女。実はガイトの妹。
ファントムにそそのかされ、「兄をちゃんと甦らせる為」にファントムデュエルに参加した。
戦闘は彼女の指示の下ガイトが行う。

### 『オムニア』から登場
マエストラ
声：佐藤舞
武具―F.A―：マエストロ（大剣）。
美琴の―F.A―：マエストロに宿る精神が、美琴の「もう二度と戦いたくない」という願いに呼応して実体化した存在で、彼女の代わりに戦う事を決意する。
美琴の―F.A―：マエストロは白夢が作ったオリジナル―F.A―だった。
アーティファクター
声：中島優衣
武具：不明。
「白夢」と呼ばれる種族の最後の生き残り。
真明式・九紋流 稚（しんめいしき・くもんりゅう わか）
声：松来未祐 ※ライブラリ音声
九紋家の中でも「天才」と博された九紋真明（くもん しんめい）が編み出した「真明式・九紋流」を会得した稚。
見た目は変わっておらず、力の全てをまだ引き出せてはいない。

### サブキャラクター
ファントム
声：立木文彦（『初代』）、高橋珍年（『バトルグラウンド（オーバードライブ）』）
幻影を意味する名の老人で、ファントムデュエルの主催者にして諸悪の根源。F.Aを与えた者をデュエリストとして覚醒させる力を持っており、彼自身の戦闘能力も相当高い。
彼の一族と九紋家の者たちとは因縁が深く、これまで長きに渡って激しい争いを繰り広げてきた。
『バトルグラウンド（オーバードライブ）』ではデュエリスト同士を戦わせる事で時空の歪みを発生させ封印された自らの力を取り戻そうとしている事が明らかにされた。中盤で巨大化（ただし文字通りの幻影であるらしい）して美琴たちの前に立ちはだかるが、以降は登場しない。
『エクストラ』では美琴に敗北し消息不明となった事になっている。また、平行世界においての閑の元上司であり、軍所属時の階級は中将でその頃は「魅影（ミカゲ）」と名乗っていた。
『オムニア』に登場したアーティファクターによれば本来の名は「トリスメギストス」と言い、『オムニア』公式サイトの漫画によれば本体は別の世界に存在し、美琴達に現れている姿は仮初めの分身とのこと。
今現在販売されている作品ではどれも直接戦う事ができないようになっている。
白美琴（しろみこと）
声：水樹奈々
武具―F.A―：マエストロ。
平行世界からやってきたもう1人の美琴。美琴とは対照的に白が基調の服装をしている。
美琴と違ってバイオリンの才能は皆無で無名の存在であり、周囲からも叔父からも完全に見放されている。それ故に人々の脚光を浴びている美琴に対して激しい殺意と憎悪を抱いている。
ある日彼女の前にファントムが現れ、デュエリストとしてファントムデュエルに勝ち抜けばどんな願いも1つだけ叶えられると誘われ、「自分が美琴に代わって周囲から脚光を浴びる為」にファントムデュエルに参加した。
心優しい美琴と違って非常に好戦的な性格をしており、ファントムデュエルによって願いを叶えるために他のデュエリストを傷つけることに対して何のためらいも持たない。
『バトルグラウンド』では隠しキャラとしてプレイアブルキャラに昇格。以前ファントムデュエルで美琴と稚に敗れたことを未だに根に持っているようで、美琴と稚が自分以外の者に殺されることが気に入らない理由から、影霧の卑怯な策略によって力を失った美琴たちを助けて力を取り戻させる。
『エクストラ（オムニア）』でも隠しキャラとして登場する。
彼女が使用するマエストロは美琴と全く同じ物だが、実はファントムから与えられた物である。
赤美琴（あかみこと）
声：水樹奈々
武具―F.A―：マエストロ。
『バトルグラウンド（オーバードライブ）』に敵として登場。白美琴がいた世界とは別の平行世界に存在する美琴。赤が基調の服装をしている。
自らを「何をやっても駄目な女」と自虐しており、人々の脚光を浴びている美琴を「何でも出来る天才肌」と勘違いし、激しい殺意と憎悪を抱いている。彼女がいる平行世界線は既にファントムに支配されてしまっており、自分にデュエリストとしての力を与えてくれたファントムに感謝はしているものの、同時に彼の圧倒的な力に恐怖心も抱いている。
九紋 薙（くもん なぎ）
声：井ノ上奈々
武具―：日本刀。
稚の妹で、邪な力を探知する能力を持っている。彼女が邪な力を持つ者を探し出し稚がそれを退治するコンビネーションで今まで人々の平和と安全を守ってきた。
『バトルグラウンド』では隠しキャラとしてプレイキャラに昇格。ファントムに洗脳され美琴たちに襲いかかるも正気を取り戻し、美琴たちと共に戦うことになる。
藤林 幻宗 六助（ふじばやし げんそう ろくすけ）
声：真田雅隆
柚葉の祖父で、藤林流忍術の現当主。九紋家の者たちと親しい関係にあるようで、彼もまたファントムと長きに渡り壮絶な戦いを繰り広げてきたらしい。
帯刀 涼（たてわき りょう）
声：隅広洋子
蓮の妹で、芽衣の大ファンの少女。不治の病を抱えており、現代の日本の最新医療技術をもってしても完治させることは不可能らしい。刻夜の管理下にある病院で入院生活を送っており、彼女の病気を治すために蓮と芽衣はファントムデュエルに身を投じることになった。
『エクストラ』では既に亡くなっており、蓮と芽衣は彼女を復活させようと反魂の秘術を探し求める。
東條 紅葉（とうじょう くれは）
声：白土麻子
莉亜の母親で、刻夜の両親が経営していたころのアスクレーの社員として働いていた。莉亜にとても慕われていたのだが、ある日何者かによって殺害され、それが莉亜を復讐へと駆り立てる要因となってしまった。
過去にファントムと何らかの関わりを持っていたらしく、死に際に莉亜に対して「ファントムには関わるな」という遺言を残している。
オニキス
『バトルグラウンド（オーバードライブ）』に敵として登場する、『T‐DA』のモンスターの1体。心愛曰く「ドラゴン」「イフリートのレイドボス」。
レイドボスだけあって耐久力が非常に高くプレイヤー1人で倒すには苦労するが、一緒に居る心愛を倒すとオニキスも倒せる。
黒沢（くろさわ）
声：白石稔
『バトルグラウンド（オーバードライブ）』に敵として登場する中年の男性。アスクレーのセキュリティー部門の最高責任者だったが、ファントムにそそのかされて刻夜から社長の座を奪い、大量生産した軍事用ロボット“ヴァールハイト”と共に美琴たちの前に立ちはだかる。実は唯月の両親の事業を失敗に追い込んだ張本人でもある。
東條 詠（とうじょう よみ）
声：森谷里美
莉亜の妹。幼少時に莉亜や紅葉と生き別れになっており、現在は行方不明となっているらしい。

## 用語
Fu-mantion Artifact
略して「F.A（エフエー）」。武具。
トゥルーダークエイジ
略して「T-DA（ティーディーエー）」。シリーズ中のゲーム。
『バトルグラウンド（オーバードライブ）』ではファントムにそそのかされた心愛の強い願いによりモンスター達が実体化、敵として立ちはだかる。

## ゲームシステム

### 基本操作
本作では十字キーやアナログスティック、ジョイスティックのレバー（以下レバーと表記）でキャラクターの移動やジャンプ、ダッシュ、防御を行う2D格闘ゲームの代表的な操作方法を取り入れており、さらに弱攻撃、中攻撃、強攻撃、SP攻撃の4つのボタンを使用して攻撃を行う。ボタンはキーコンフィグで自由に配置を変えることが出来、また同時押しボタンも設定可能。
キーコンフィグ画面や雑誌の攻略記事などで弱攻撃をL、中攻撃をM、強攻撃をH、SP攻撃をSPと表記している事もあるがここでは読みやすさを考慮して通常表記で記載する。
ダッシュ
相手方向にレバーを素早く2回入れることで、対戦相手に向かって高速移動を行う。ダッシュの出始めには上段攻撃と中段攻撃に対しての相殺判定が発生するので、相手の攻撃を受け止めつつ反撃することも可能。またダッシュをしながら通常技を繰り出すことでダッシュ攻撃を行うことも出来る。
バックステップ
相手の反対側にレバーを素早く2回入れることで、対戦相手から一瞬で間合いを離すバックステップを行う。出がかりが投げを含めた全身無敵になるが、バックステップ終了後に若干隙が発生する。
ジャンプ
レバーを上に入れることでジャンプをする。本作では一瞬だけレバーを下に入れてからジャンプすることでハイジャンプ、ジャンプ中に空中でもう一度ジャンプする2段ジャンプを行うことも可能。ハイジャンプは出始めが投げも含めた全身無敵になる。
ガード
レバーを相手の反対側に入れることでガードをする。立った状態でガードすると上段ガード、しゃがんだ状態だと下段ガードになり、上段ガードは上段攻撃と中段攻撃、下段ガードは下段攻撃をガード可能。また本作では空中でガードを行う空中ガードも可能である。
ただしガードしてばかりだとガードブレイク（後述）が発生して、膨大な隙を生み出してしまう。
また本作のガードはセミオートガード方式を採用しており、レバーとボタンに何も入力しない状態にしておくと、相手の攻撃に対して自動的に立ちガードを行うようになっている。ただし空中からのめくり攻撃に対してはセミオートガードが発生しない。
通常攻撃、チェーンコンボ
通常攻撃には弱攻撃、中攻撃、強攻撃の3種類が存在し、弱攻撃は威力は小さいが隙は少なく、強攻撃は威力は大きいが隙が大きい。中攻撃はその中間である。またレバーを入れながら攻撃することで別の技に変化するケースもある。
また本作では通常技だけで連続攻撃を行う、いわゆるチェーンコンボを行うことが可能。ボタンは目押しする必要は無く連打で構わない。スタイル(後述)によって繋げられるチェーンコンボのルートが異なるが、両スタイル共通同じ強さの通常技を3回繋げられ、強から中、中から弱、強から弱という組み合わせは出来ない。

### 特殊操作
必殺技
本作での必殺技は他の対戦格闘ゲームと違い、極力簡単なコマンド入力で繰り出すことが可能である。コマンドは全キャラクター共通で左+SP攻撃、下+SP攻撃、右+SP攻撃。また技によっては空中で出せる物もある。さらに弱攻撃を押しながら必殺技を出すと、威力が落ちるが隙が少ない弱必殺技に変化する。キャラクターによっては通常の必殺技と弱必殺技で全く別の技になるケースもある。
強化必殺技
強攻撃を押しながら必殺技を繰り出すと、その必殺技を強化した強化必殺技に変化する。強化必殺技を出すにはバーストゲージ(後述)が100%以上必要となる。
超必殺技
レバーニュートラルの状態で強攻撃を押しながらSP攻撃を押すと、そのキャラクターの最大奥義となる超必殺技を繰り出すことが可能である。超必殺技を出すにはバーストゲージが200%必要であり、発動後は一定時間バーストゲージが溜まらなくなる。
『無印』ではフィンと紅莉栖に限り、スタイルによって超必殺技の内容が変化したが、『エクストラ』では全員分のクイック用とハード用の超必殺技が用意されている。しかし、エクストラスタイルでは超必殺技は使用できない。
投げ、投げ抜け
中攻撃と強攻撃を同時押しすることで、近距離の相手を投げることが可能であり、全キャラクター共通で空中でも投げることができる。ただし投げが成立しないと投げスカリモーションが発生し、隙を生むことになる。また相手の投げ判定が発生したのと同時に投げを入力すると投げ抜けが発生し、相手の投げを防ぐことが出来る。
本作では投げ後も相手にやられ判定が残るので、投げ後に追撃することが可能。また状況によってはダウン中の相手も投げることが出来る。
受け身
相手の攻撃を受けて吹っ飛ばされた際、タイミング良くいずれかのボタンを押すと受け身を取ることが出来る。受け身を成功させると一定時間キャラクターが緑色に輝き、その間は投げを含めたあらゆる攻撃に対して完全無敵になる。
カウンターバースト
SP攻撃を押すと繰り出せる特殊技で、空中でも出すことが可能。発動した瞬間にキャラクターから白い光が放たれ、その状態の時は相手の上段、中段攻撃に対しての相殺判定が発生するので、相手の攻撃を受け止めつつ反撃することが出来る。
また地上版はボタンを押しっぱなしにすることで相殺判定を維持したままチャージ状態にすることが出来、最大までチャージすると自動的に発動してガード不能技へと変化し、相手を画面端まで吹っ飛ばすことが出来る。
発動するとバーストゲージを25%消費するが、それより少なくてもバーストゲージを全消費することで発動することが可能。
クリティカルバースト
テンションゲージ（後述）が最大の時にカウンターバーストを最大までチャージしてから放つことで、高威力のクリティカルバーストへと変化する。技のモーション自体はカウンターバーストと同じなのだが演出が派手になる。
発動するとテンションゲージ、バーストゲージを全消費するが、バーストゲージの量に関係なく発動することが可能で、バーストゲージの量が多いほど威力が高くなる。発動後は一定時間バーストゲージが溜まらなくなる。
オーバードライブ
弱攻撃と中攻撃を同時押しすることでキャラクターを一定時間強化することが出来る。スタイルによって強化内容は異なり、それぞれクロックアップとソリッドアーマーと呼ばれ、発動後はヴァイタルチャンパー（後述）の量に応じて体力が一定量回復する。発動にはバーストゲージが100%以上必要で、発動後はバーストゲージを全消費し、バーストゲージが一定時間溜まらなくなる。
クロックアップ
クイックスタイル（後述）選択時に発動出来るオーバードライブ。発動すると相手の動きを遅くしつつ自分の動きを速く出来るので、通常では繋がらない連続技も繋げることが可能になる。
両者が同時にクロックアップを発動した場合、互いの動きが通常の速さに戻るが体力回復効果は持続する。
ソリッドアーマー
ハードスタイル（後述）選択時に発動出来るオーバードライブ。発動すると一部の技を除き、相手の攻撃に対して一切のけぞらなくなるので、相手の攻撃を受けつつも一方的に攻撃することが可能になる。ただしダメージはきちんと受ける上に、相手に投げられるか投げ抜けが発生した時点で強制解除されてしまう。

特殊防御
相手の攻撃が届く直前に相手方向にレバーを入れることで、各スタイル毎の特殊な防御行動を行うことが出来る。それぞれスリップシフト、プロテクションと呼ばれる。発動後はガードブレイク値が溜まるが、特殊防御動作を成功し続けている限りガードブレイクは発生しない。
スリップシフト
クイックスタイル選択時に繰り出せる特殊防御動作で、成功させれば相手の攻撃を避けつつ一瞬だけクロックアップ状態となる。ただし成功後も相手の技の攻撃判定は残ったままなので、状況によっては反撃を食らってしまう。
プロテクション
ハードスタイル選択時に繰り出せる特殊防御動作で、成功させれば相手の攻撃を弾くことが出来る。弾かれた相手は一瞬だけ無防備になるので、通常のガードでは反撃出来ない状況でも反撃可能。

リフレクション
相手の攻撃が届く直前にSP攻撃を押すことで、相手の攻撃を強制的に中断出来るリフレクションを繰り出すことが出来る。スタイルによって効果は異なり、クイックスタイルでは相手のガードブレイク値を上昇させ、ハードスタイルでは相手を強制的にのけぞり状態に出来る。
発動するとバーストゲージを25%消費するが、それより少なくてもバーストゲージを全消費することで発動することが可能。リフレクションが成立しなかった場合はカウンターバーストが出る。
エマージェンシーモード
相手の攻撃を受けている最中に弱攻撃と中攻撃を同時に押すことで、相手の攻撃を強制的に無効化するエマージェンシーモードを発動出来る。発動後は攻撃を繰り出した相手は吹っ飛ばされる。
発動にはバーストゲージが100%以上必要で、発動後はバーストゲージを全消費し、一定時間バーストゲージが溜まらなくなる。
ガードキャンセル
相手の攻撃をガード中に、両スタイル共通で強化必殺技や超必殺技、カウンターバーストでガードモーションをキャンセルしつつ反撃することが出来る。さらにクイックスタイルでは立ちガード時限定でダッシュ、ハイジャンプ、バックステップでもガードキャンセルが可能。

### 各種システム
スタイル
本作ではキャラクター選択時に、クイックスタイルかハードスタイルのどちらかを選択することになる。各スタイルによってキャラクターの色が2種類存在し、キャラクターを選択する際に押すボタンによってキャラクターの色を決めるようになっている。
各スタイルの主な性質は以下の通り。
クイックスタイル
クロックアップ、スリップシフトを使用可能。
リフレクションで相手のガードブレイク値を上昇させられる。
弱攻撃から中攻撃へのチェーンコンボが出来る。
しゃがみ弱攻撃の連打が出来る。
全体的にキャラクターの動きが速くなり、必殺技の隙も小さくなる。
一部の必殺技に飛び道具に対しての無敵判定が付く。
バーストゲージの上昇量が大きい。
立ちガード時限定でダッシュ、ハイジャンプ、バックステップでもガードキャンセル可能。
攻撃力、防御力、体力が低く、気絶しやすく、ガードブレイクもしやすい。
ハードスタイル
ソリッドアーマー、プロテクションを使用可能。
リフレクションで相手の攻撃を弾くことが出来る。
弱攻撃から中攻撃へのチェーンコンボが出来ない。弱から強、中から強は可能。
しゃがみ弱攻撃の連打が出来ない。
全体的にキャラクターの動きが遅くなり、必殺技の隙も大きくなる。
一部の必殺技にアーマー属性(後述)が付く。
バーストゲージの上昇量が小さい。
ダッシュ、ハイジャンプ、バックステップでガードキャンセルが出来ない。
攻撃力、防御力、体力が高く、気絶しにくく、ガードブレイクもしにくい。
エクストラスタイル
『エクストラ』にて追加されたスタイル。

ガードブレイク
本作では相手の攻撃をガードし続けているとガードブレイク値が上昇し、これが一定量に達するとガードブレイクが発生する。
ガードブレイク発生後はヴァイタルチャンパーがゼロになり、強制的に一定時間仰け反り状態となり、膨大な隙を晒すことになってしまう。ガードブレイク発生後はガードブレイク値がゼロに戻る。
ガードブレイク値はゲーム中に表示されない隠しパラメーターだが、ガードを続けているとキャラクターの前方に現れるバリアの色が白から赤に変わっていくため、それによってガードブレイク値の大よその目安を知ることが出来る。
相殺
本作では両者の攻撃がぶつかりあうと相殺が発生する。相殺が発生すると互いの攻撃が無効になるが、そのまま攻撃を続けることは可能。またバーストゲージとテンションゲージが急激に溜まっていく。溜まる量は弱攻撃、中攻撃、強攻撃、必殺技やカウンターバーストの順に多くなる。
ガードポイント
一部の技やカウンターバーストには、技を繰り出しながら相手の攻撃を受け止めることが出来るガードポイントが存在する。ガード出来るのは上段と中段のみで、下段と投げは防げない。
ガードポイントを活用することで相手の攻撃を受け止めつつ反撃が可能だが、通常のガードと同じでガードブレイク値が上昇する。
アーマー属性
ハードスタイルの一部の技とソリッドアーマー発動状態には、一部の技を除いて相手の攻撃を食らってものけぞり状態にならなくなるアーマー属性が付加される。相手の技を食らいつつも一方的に反撃することが可能だが、ダメージはちゃんと食らう上に投げには弱い。
ヴァイタルチャンパー
本作ではキャラクターがダメージを受けても、体力回復可能領域という物が存在する。これがヴァイタルチャンパーであり、残り体力を示す黄色いゲージの隣の赤黒いゲージがそれに該当する。
キャラクターはヴァイタルチャンパーの残量に応じて体力の回復が可能になり、一定時間ダメージを受けないでいれば少しずつ、オーバードライブ発動で大幅に回復する。ヴァイタルチャンパーの残量以上に体力を回復させることは出来ない。
ヴァイタルチャンパーはダメージを受ける度に減少していき、ガードブレイクが発生するとゼロになってしまう。
バーストゲージ
強化必殺技や超必殺技、オーバードライブを使用する際に必要となるゲージ。何らかの行動を起こす度に少しずつ溜まっていき、相殺が発生すれば大幅に上昇する。
テンションゲージ、テンションMAX状態
両キャラクター共通で使用するゲージで、これが溜まれば溜まるほど互いの攻撃力が上昇する。何らかの行動を起こす度に少しずつ溜まっていき、相殺が発生すれば大幅に上昇する。
テンションゲージが最大になると一定時間テンションMAX状態になり、バーストゲージが100%以下になっても自動的に100%までチャージされ、クリティカルバーストを使用出来るようになる。一定時間が経つとテンションゲージはゼロになる。

## アップデート情報
2011年6月17日、Xbox Liveのタイトルアップデート機能を利用して、Ver1.01へのアップデートが行われた。Ver1.01での主な修正点、改善点は公式サイトを参照。
2012年3月6日、北米版発売に合わせる形でVer1.02へのアップデートを予定していたが、不具合が発生し4月17日に延期になった。主な修正点、改善点はネットワーク機能の強化、対戦バランスの調整など。詳しくは公式サイトを参照（その後、北米版の発売は中止された）。
2012年4月24日、追加ダウンロードコンテンツとしてキャラクターの追加カラーが配信された。価格は320MSPだが、4月24日から5月1日までの期間限定で、Ver1.02へのアップデートが遅れたお詫びとして半額の160MSPで販売された。

## 公式大会
2011年6月30日、5pb.は本作品を使用した公式大会「ファントムブレイカー・チャンピオンシップ」を開催すると発表。全国8箇所で予選を行い、勝ち抜いた8名で決勝戦を行い、優勝した日本代表と台湾代表との間で、台湾を舞台にアジア決戦を行うと発表された。
しかし開催が予定されていた仙台地区と福岡地区は諸事情により予選が中止となり、結局以下の6会場で以下の日程で予選が行われた。
- 2011年7月16日：関東A地区「メッセサンオー本店」
- 2011年7月17日：高松地区「ゲームアーク高松店」
- 2011年7月18日：札幌地区「ビックカメラ札幌店」、大阪地区「ソフマップなんば店」
- 2011年7月23日：名古屋地区「Dispa東郷店」、関東B地区「ソフマップ秋葉原店」

関東B地区の予選開催予定日は本来なら7月24日だったのだが、これも諸事情により7月23日に変更になっている。
2011年8月7日、東京都秋葉原において決勝大会「ファントムブレイカー・チャンピオンシップFINAL」が開催された。それに伴い5pb.は大会前日の7月28日に公式サイトにて、FINALへの当日参加枠を設けることを急遽発表。その代表を決めるための予選が8月7日、FINALと同日に同会場で行われ、勝ち抜いた1名が当日参加枠として特別参加することになった。さらに特別枠として5pb.代表取締役の志倉千代丸もFINALへの出場選手として参加することになり、各地の予選を勝ち抜いた6名と共に、合計8名でトーナメント方式で大会を行った。会場は入場無料として一般開放され、特別ゲストとして心愛役の又吉愛、フィン役の金田朋子、司会進行役としてインフィニティ役の瀬水暁も駆けつけた。
大会はニコニコ生放送でも生中継され、また志倉は大会後に「今後も積極的にタイトルアップデートを行う」「オンライン対戦の観戦機能を実装する」と発表したのだが、試合後に優勝者に与えられるはずの、日本代表としての出場枠を巡ってトラブルが起こった(後述)。
2011年8月13日、日本代表と台湾代表との間で、台湾を舞台に「ファントムブレイカー・アジアチャンピオン決定戦」が開催。日本代表が台湾代表を下してアジアチャンピオンに輝いた。

### 公式大会FINALでのトラブル
FINALは当日参加枠を勝ち抜いたハード影霧使いが優勝したものの、優勝者が日本代表として参加することになっているアジア決戦については「当日は仕事がある」という理由で辞退。その際に優勝者が「出場枠を身内に譲る」と発言したことで会場は騒然となった。
公式サイトに記載された大会規定では、優勝者が何らかの理由でアジア大会に出場出来ない場合、準優勝者が繰り下げで出場枠を得ると記載されており、全く無関係の第三者に出場枠を譲ることは大会規定で認められていない。それに加えて優勝者が「ただ知り合いに参加しろと言われたから参加しただけ」と発言したことで司会進行役の瀬水が激怒し、「仕事を休んででも行け！」と優勝者に怒鳴り散らす一幕があった。
その場に居合わせていた志倉も優勝者に対して「後でこの件についてゆっくりと話をしよう」と持ちかけたものの、結局優勝者はアジア大会への出場を拒否。さらにFINALに出場した7名中6名がパスポートを所持しておらず台湾に行けないことが当日になって明らかになり、結局1回戦で敗北した関東A地区代表のクイック影霧使いがアジア決戦に出場する事態になってしまった。

## 主題歌
ファントムブレイカー
オープニングテーマ
「ラスト・ジャッジメント」
作詞・作曲 - 志倉千代丸 / 編曲 - 悠木真一 / 歌 - ARTERY VEIN（喜多村英梨・今井麻美）

エンディングテーマ
「Fateful Actor」
作詞 - オノダヒロユキ / 作曲・編曲 - 千葉梓（ベイシスケイプ） / 歌 - 長谷川明子
ファントムブレイカー エクストラ
オープニングテーマ
「Blue Moon」
作詞 - HIDETO / 作曲・編曲 - Johnny.k / 歌 - 原由実

エンディングテーマ
「infinite wish」
作詞 - 吉野麻希 / 作曲 - 山元律 / 編曲 - オオバコウスケ / 歌 - Zwei
ファントムブレイカー オムニア
オープニングテーマ
「Let It All Burn」
作詞 - 町田類 / 作曲・編曲 - Epsilon Zero / 歌 - 佐藤舞
エンディングテーマ
「Last Promise」
作詞 - 町田類 / 作曲・編曲 - Epsilon Zero / 歌 - 佐藤舞、中島唯
イメージソング
「Contradiction」
作詞 - Eir・重永亮介 / 作曲・編曲 - 重永亮介 / 歌 - 藍井エイル
PVソング
「My Heartbeat for You」
作詞 - 町田類 / 作曲・編曲 - Epsilon Zero / 歌 - hiromi

## シリーズ作品

### ファントムブレイカー：バトルグラウンド
「シリーズ2作目」
Xbox Live Arcade（Xbox 360）向けとして2013年2月27日に配信。
対戦格闘ゲームではなく8-bit風に描かれたアクションゲームとなっており、登場人物がデフォルメされている。モードはストーリーモード、アーケードモード、COOPモードとバトルグラウンドで、COOPモードとバトルグラウンドはXbox Liveによるオンラインプレイに対応しており、最大4人までプレイ可能。最初に使用できるキャラクターは美琴、稚、唯月、柚葉の4人。条件を満たすと影霧、心愛、薙、インフィニティ、白美琴、影琉を使用できる。
ストーリーは本編の稚のストーリーモードのバッドエンド後の後日談となっており、ファントムの人質に取られた薙が連れ去られるシーンから始まる。
2013年3月12日はダウンロードコンテンツとして牧瀬 紅莉栖をプレイヤーとして使用可能になるクリス追加パックが配信されている。
2014年3月13日にはPlayStation Vita版が発売される。その後北米・欧州・韓国でオンライン販売され、5pb.のPS Vita用タイトルとして初の国際販売となる。
2015年1月24日にPC（Steam）版が発売された。
2016年11月18日にPS4/PS Vita/Windows版用ダウンロードコンテンツとして神代フラウをプレイヤーとして使用可能になる「神代フラウ追加パック」が発売された。その後XBLA版も2017年3月7日に発売されている。

### ファントムブレイカー：バトルグラウンド オーバードライブ
「シリーズ2作目の移植」
PlayStation 4ダウンロード専売として2015年7月21日配信開始され、 2017年12月7日にはPlayStation 4版の移植をNintendo Switchで配信開始された。
本作は旧バージョンから追加・変更要素がなされたグレードアップバージョン。

### ファントムブレイカー：バトルグラウンド アルティメット
2025年4月17日発売の再グレードアップバージョン。

### ファントムブレイカー アナザーコード
初代のアーケード版。使用基板はRINGEDGE2。開発・発売元はデルタファクトリー。
Xbox 360版では隠しキャラクターだったフィンが最初から使用可能となっており、インフィニティはタイムリリースで使用可能になる予定。ただし紅莉栖と梨深は現時点では使用不可能。
2012年12月22日 - 12月24日まで秋葉原で第1回のロケテストが開催され、第2回ロケテストが2013年3月15日から1週間実施された。
2013年4月4日にALL.Net P-ras MULTI対応タイトルとして稼働開始。

### ファントムブレイカー エクストラ
「シリーズ3作目」
2013年9月19日にPlayStation 3およびXbox 360用タイトルとして発売された。
ストーリーは前作から半年後の世界。

### ファントムブレイカー オムニア
「シリーズ4作目」
2022年3月15日にPC（Steam）、Xbox One、PlayStation 4およびNintendo Switch用タイトルとして発売された。
前述の通り、IPがRocket Panda Gamesに譲渡されたため、本作はRocket Panda Gamesから配信されている。なお、これがRocket Panda Games初のパブリッシュ作品となる。
前作「ファントムブレイカー エクストラ」をベースに様々な要素を追加した大型アップデートした作品と位置付けられている。